# El Soler (Albanyà)
El Soler és una masia del municipi d'Albanyà (Alt Empordà) inclosa en l'Inventari del Patrimoni Arquitectònic de Catalunya.

## Descripció
És una casa situada a la falda de la muntanya de la Mare de Déu del Mont, en el vessant que mira la plana de l'Empordà. És de planta irregular, amb teulat a dues aigües i els vessants vers les façanes principals. Disposa d'un nucli primitiu on s'hi poden admirar obertures del segle xiv. La porta principal, que mira a migdia, té una llinda en mal estat de conservació.
El Soler disposa de baixos (antigament pel bestiar, avui per garatge de cotxes), planta (amb accés directe des de l'exterior per àmplia escala de pedra), i en alguns sectors hi ha golfes molt reduïdes. El Soler fou bastida amb pedra menuda, llevat dels carreus ben tallats que s'empraren per fer algunes de les obertures i els cantoners.